# Kaltmiete
Kaltmiete (auch Nettomiete, Nettokaltmiete oder Grundmiete) bezieht sich im Sprachgebrauch in Deutschland auf den Teil der Miete, der allein die Raumnutzung abdeckt. Heizkosten und sogenannte kalte Betriebskosten sind in der Nettokaltmiete nicht enthalten; zuzüglich der kalten Betriebskosten ergibt sich die Bruttokaltmiete.
Letztere werden in der Nebenkostenabrechnung gesondert ausgewiesen. Dies können zum Beispiel sein: Müllabfuhr, Wasser (warm und kalt), Erdgas, Abwasser, Heizung, Flurbeleuchtung, Feuerversicherung, Kabelanschluss. Weitere regelmäßige Kosten (zum Beispiel für Strom oder Telefon) werden in der Regel vom Mieter direkt an den Versorger bzw. Anbieter gezahlt. Der Strom- und manchmal auch der Gasanbieter kann vom Mieter frei ausgewählt werden (siehe auch: Stromanbieterwechsel).
Die Nettokaltmiete im Mietrecht ist eine vertragliche Vereinbarung, wonach das eigentliche Entgelt für die Gebrauchsüberlassung gesondert von den Betriebskosten (die als Pauschale oder Vorauszahlung erhoben werden) aufgeführt wird. Die Nettokaltmiete wird häufig zur Berechnung des Mietspiegels herangezogen.
Das Gegenstück, die Bruttowarmmiete, entspricht dem gesamten Mietbetrag, den der Mieter an den Vermieter zahlen muss.